# Olga Sergejewna Alexandrowa

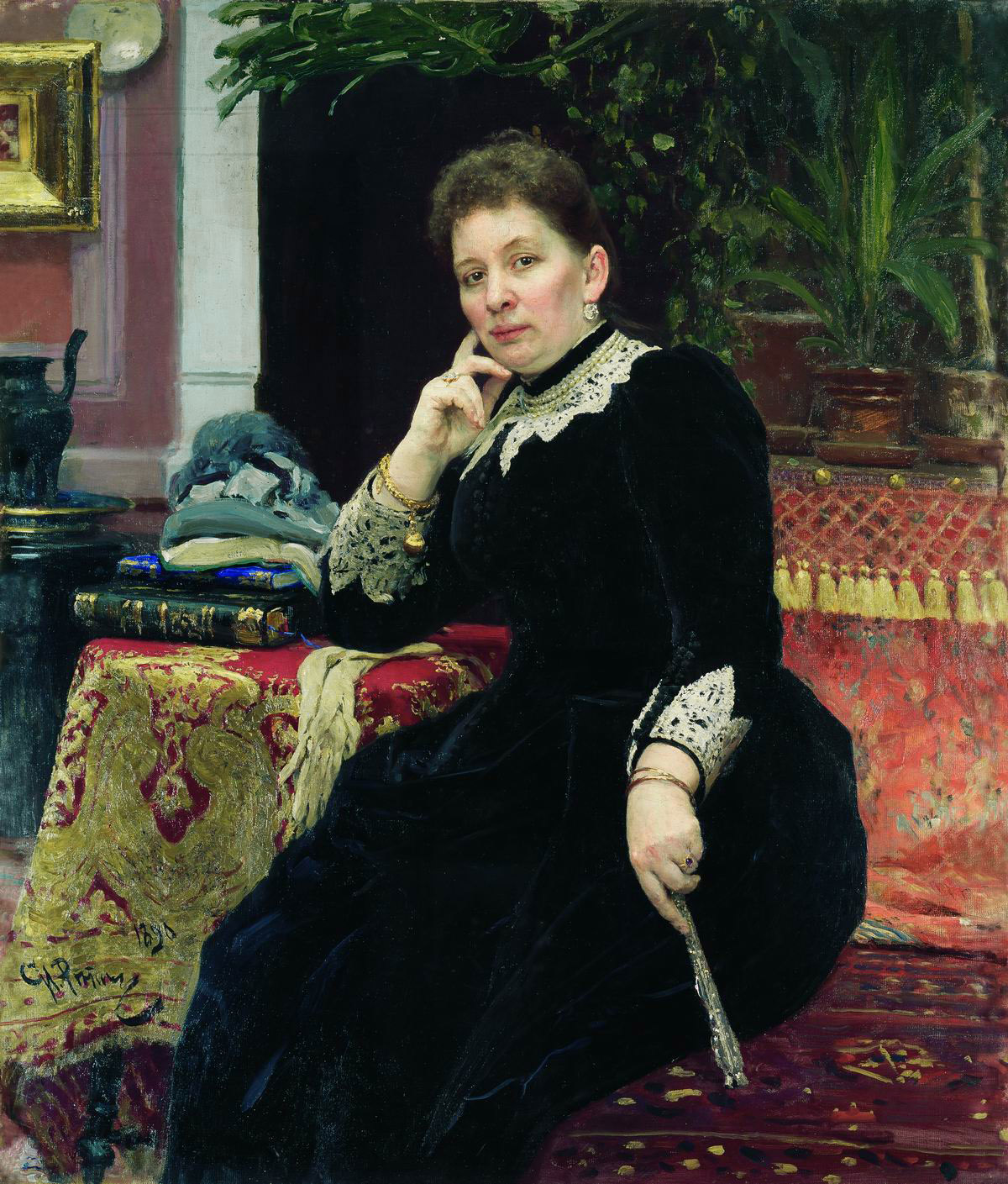
Olga Sergejewna Alexandrowa-Heins (I. J. Repin, 1890, Kunstmuseum der Republik Tatarstan, Kasan)

Olga Sergejewna Alexandrowa (russisch Ольга Сергеевна Александрова; * 1847; † 29. Oktober 1927) war eine russische Philanthropin und Mäzenin.

## Leben
Alexandrowas Vater Sergei Jewsejewitsch Alexandrow (1792–1870) war Kaufmann der 1. Gilde, handelte mit Tee, gründete die Kasaner Gerberei-Aktiengesellschaft und war Kasaner Bürgermeister (1842–1844, 1851–1853). Ihre Mutter Anna Michailowna geborene Borodina betätigte sich als Wohltäterin und betreute das Alexandrow-Waisenhaus.
Nach dem Tod der Mutter 1882 führte Alexandrowa die Arbeit ihrer Mutter fort. Als Nikolai Andrejewski 1884–1889 Kasaner Gouverneur war, berichtete er dem Amt der Wohlfahrtseinrichtungen der Kaiserin Maria Fjodorowna, dass Alexandrowa nicht nur das Alexandrow-Waisenhaus verwaltete und auf Ordnung und Sauberkeit achtete, sondern auch zu unterschiedlichen Zeiten das Haus besuchte und mit den Mädchen über ihre Lernerfolge und ihre handwerklichen Fähigkeiten sprach. Alexandrowa ließ auf ihre Kosten Reparaturen durchführen, kaufte Möbel, Lehrbücher und andere Bücher und schrieb Kinderzeitschriften. 1889 spendete sie 40.000 Rubel für den Bau eines neuen Gebäudes für das Alexandrow-Waisenhaus.

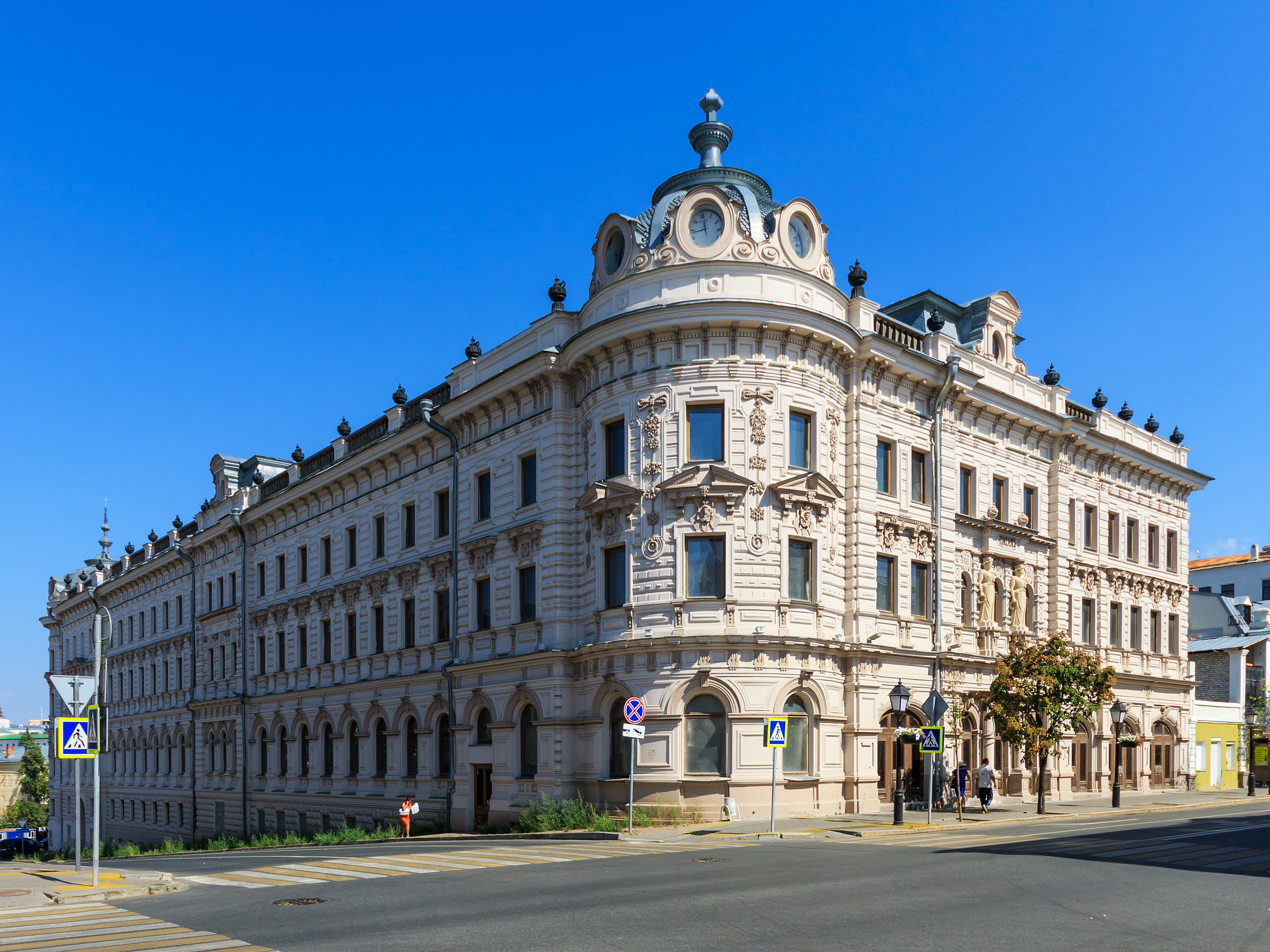
Alexandrow-Passage, Kasan

Als ihr älterer Bruder Alexander Sergejewitsch Alexandrow 1889 starb, erbte sie dessen Alexandrow-Passage, die er für 800.000 Rubel von dem deutschen Architekten Henrich jakob Rusch hatte 1880–1883 in Kasan hatte bauen lassen. Nach dem Tod ihrer Verwandten verkaufte sie das Familienunternehmen und verwendete ihr Geld für ihre Wohltätigkeitsarbeit. Die Alexandrow-Passage schenkte sie der Stadt Kasan für ein Museum.
Alexandrowa heiratete 1890 den Generalleutnant und Ethnographen Alexander Heins (1834–1892), der 1880–1882 Kasaner Gouverneur war. Nach dem Tod ihres Mannes bereitete sie die wissenschaftlichen Arbeiten ihres Mannes zur Veröffentlichung vor, die in drei Bänden 1897 erschienen.

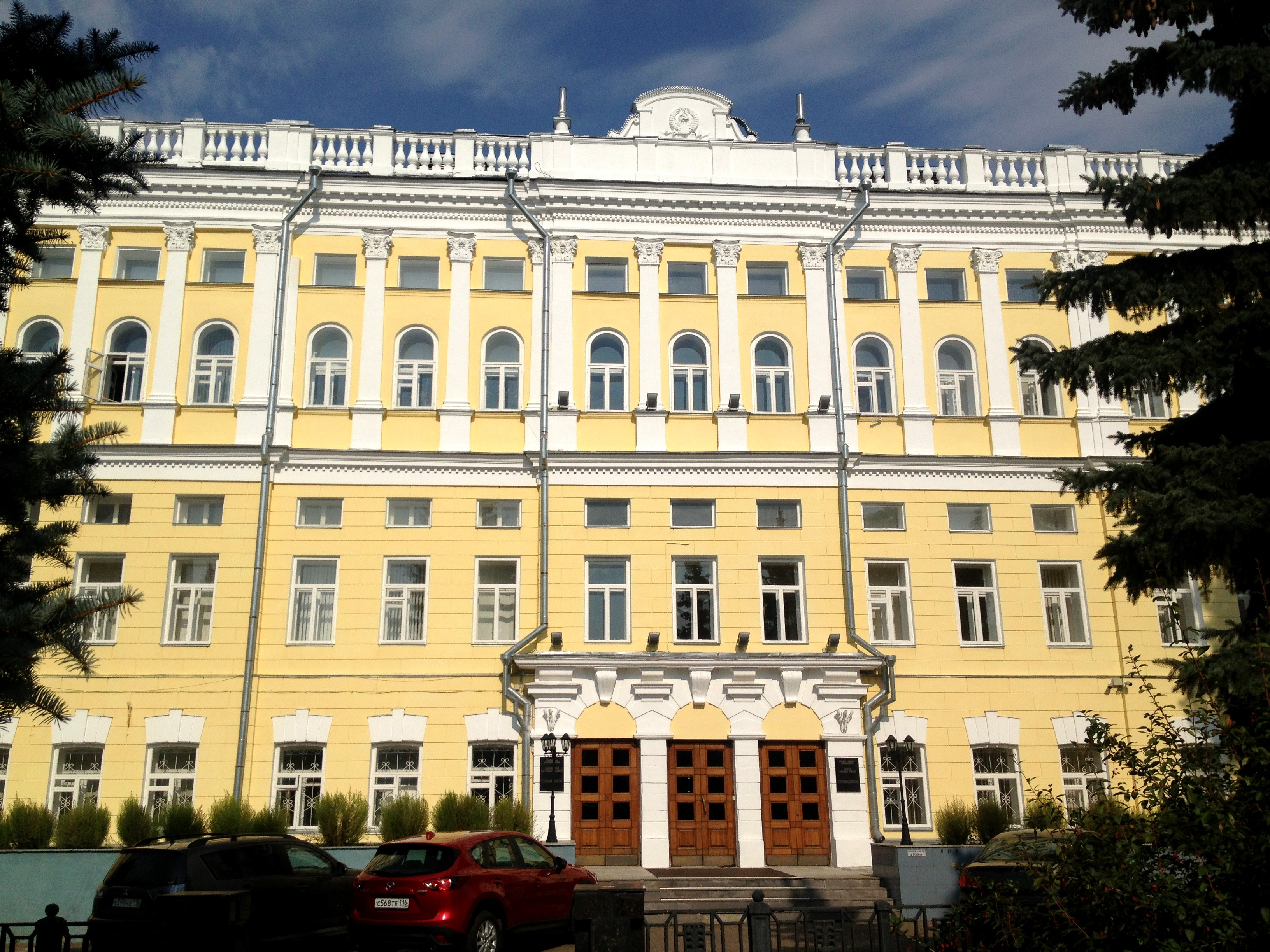
Xenia-Mädchengymnasium, Kasan

Alexandrowa kaufte 1892 in Kasan ein Gebäude für 50.000 Rubel und ließ es für das 1876 eröffnete Kasaner Xenia-Mädchengymnasium umbauen, dessen Ehrenkuratorin sie bis zur Oktoberrevolution war und in dem sich jetzt das Kasaner Institut für Biochemie und Biophysik der Russischen Akademie der Wissenschaften befindet.
1899 spendete Alexandrowa auf Bitte der Gesellschaft zur Unterstützung armer Muslime 10.000 Rubel für den Bau eines Armenhauses. 1914 genehmigte das Innenministerium ihre von der Kasaner Stadtduma 1890 beschlossene Ehrenbürgerschaft.
Nach der Oktoberrevolution wurde Alexandrowa im März 1918 aus ihrem Haus in Kasan vertrieben. Sie schenkte ihre reiche Gemäldesammlung dem 1917 in Kasan entstandenen Nordost-Institut für Ethnographie und Archäologie, das 1921 die Orientalistik-Akademie der Tatarischen Autonomen Sozialistischen Sowjetrepublik wurde. Teile der Sammlung befinden sich jetzt im Kasaner Kunstmuseum der Republik Tatarstan, darunter auch ihr Porträt und das ihres Mannes von I. J. Repin.
Alexandrowa starb am 29. Oktober 1927 und wurde in der Familiengruft auf dem Friedhof des Silantow-Klosters in Kasan bestattet.
In Kasan gab es 1999 eine Ausstellung zu Alexandrowa als Herrin der Alexandrow-Passage.